# Dreiblättriger Goldfaden
Der Dreiblättrige Goldfaden (Coptis trifolia) ist eine Pflanzenart aus der Gattung Coptis in der Familie der Hahnenfußgewächse (Ranunculaceae).

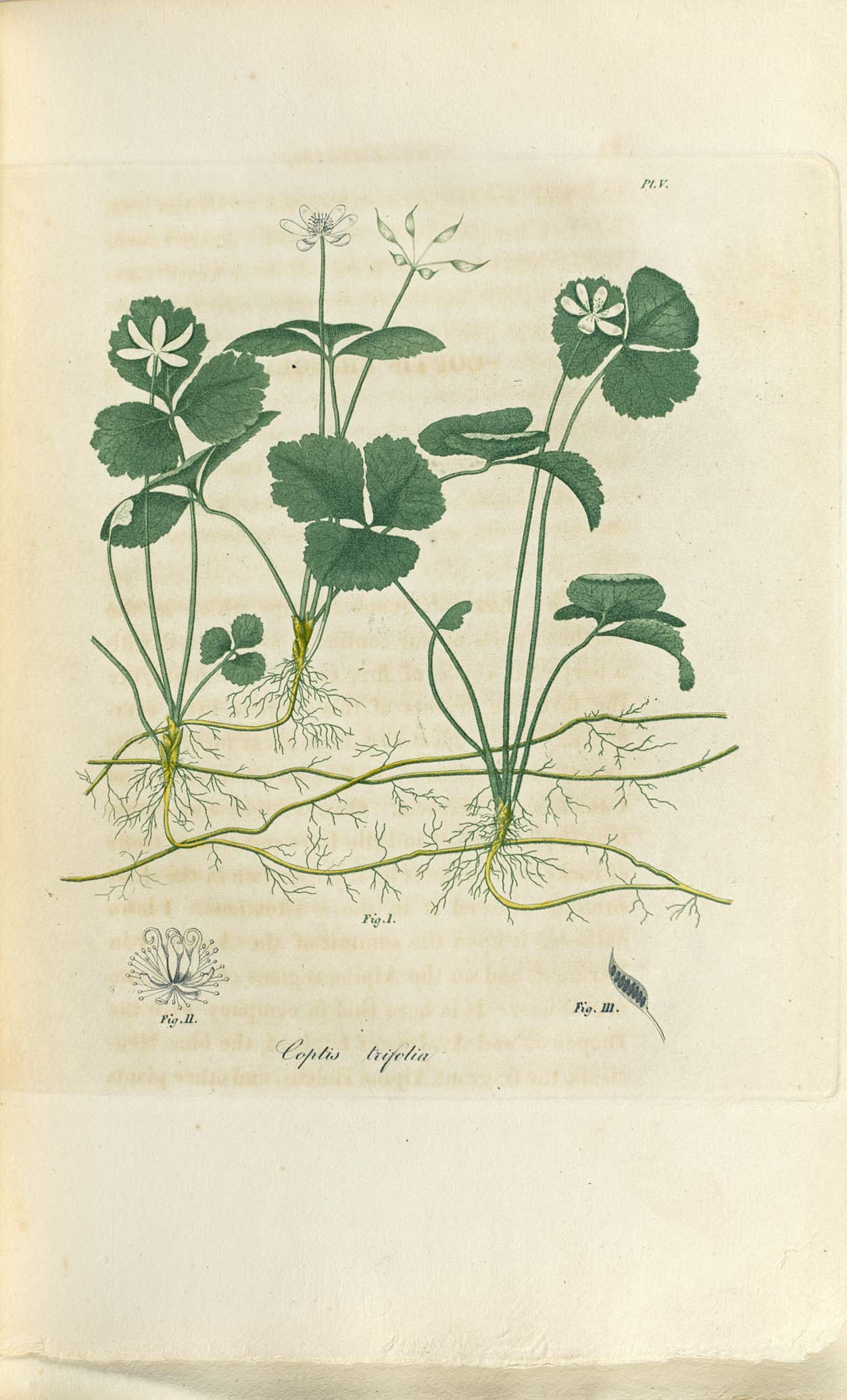
Dreiblättriger Goldfaden (Coptis trifolia), Illustration

## Merkmale
Der Dreiblättrige Goldfaden ist eine ausdauernde, krautige Pflanze, die Wuchshöhen bis 10 Zentimeter erreicht. Sie bildet ein hellgelbes bis oranges Rhizom aus. Die Blätter sind dreizählig. Die Blättchen sind sitzend oder kurz gestielt und schwach gelappt oder ungelappt. Der Blütenstand ist einblütig, 3 bis 17 Zentimeter lang und etwa so lang oder Länger als die Blätter. Er verlängert sich zur Fruchtzeit nicht. Die Blütenhüllblätter sind weiß. Die Nektarblätter sind löffelförmig und gelb. Jede Blüte enthält 30 bis 60 Staubblätter und 4 bis 7 Fruchtblätter. Die Griffel sind vermutlich zur Fruchtzeit 2 bis 4 Millimeter lang. Die Balgfrüchte weisen auf beiden Seiten keinen Längsnerv auf.
Die Blütezeit reicht von Mai bis Juni.
Die Chromosomenzahl beträgt 2n = 18.

## Vorkommen
Die Art kommt im warmgemäßigten bis kühlen Nordamerika, in Fernost und in Ost-Sibirien vor. Sie wächst in feuchten Wäldern, Tundren und Sümpfen in Höhenlagen von 0 bis 1500 Meter.

## Nutzung
Selten wird der Dreiblättrige Goldfaden als Zierpflanze 
für Steingärten, Moorbeete, Gehölzgruppen und als Bodendecker genutzt. Er ist mindestens seit 1782 in Kultur.